# François-Michel Gonnot
François-Michel Gonnot, né le 15 avril 1949 à Arpajon en Seine-et-Oise (aujourd'hui Essonne), est un homme politique français.
Il est élu député le 16 juin 2002, pour la XIIe législature (2002-2007), dans la 6e circonscription de l'Oise. Il fait partie du groupe UMP. Réélu député en 2007, il est battu en 2012.

## Mandats
- 14 mars 1983 - 19 mars 1989 : adjoint au maire de Compiègne (Oise)
- 17 mars 1986 - 22 mars 1992 : vice-président du conseil régional de Picardie
- 13 juin 1988 - 1er avril 1993 : député
- 20 mars 1989 - 18 juin 1995 : adjoint au maire de Compiègne (Oise)
- 23 mars 1992 - 15 mars 1998 : vice-président du conseil régional de Picardie
- 2 avril 1993 - 21 avril 1997 : député

Il est alors battu par Patrice Carvalho (Parti communiste), à la suite d'une « triangulaire » provoquée par le maintien du candidat investi par le Front National (FN).
- 19 juin 1995 - 18 mars 2001 : adjoint au maire de Compiègne (Oise)
- 16 mars 1998 - 1er novembre 2001 : membre du conseil régional de Picardie
- 23 mars 1998 - 27 septembre 2002 : vice-président du conseil général de l'Oise

Aux élections municipales 2008 de Noyon, il est battu par Patrick Deguise, conseiller général (Parti socialiste), à la suite d'une nouvelle « triangulaire » (PS, UMP, FN).
En mai 2005, il est nommé président du conseil d'administration de l'Agence nationale pour la gestion des déchets radioactifs) (Andra). Son mandat est renouvelé par le président de la république le 17 septembre 2010.
En avril 2008, François-Michel Gonnot se dit choqué que la France soit représentée à l'Eurovision par une chanson en anglais, interprétée par le chanteur Sébastien Tellier.
À la suite de sa défaite, il ouvre un cabinet d'avocat. Il reste également conseiller municipal d'opposition à Noyon.